# Xã Poppleton, Quận Kittson, Minnesota
Xã Poppleton (tiếng Anh: Poppleton Township) là một xã thuộc quận Kittson, tiểu bang Minnesota, Hoa Kỳ. Năm 2010, dân số của xã này là 120 người.